# Bufonia koelzii
Bufonia koelzii är en nejlikväxtart som beskrevs av Karl Heinz Rechinger. Bufonia koelzii ingår i släktet Bufonia och familjen nejlikväxter. Inga underarter finns listade i Catalogue of Life.